# گمینا ونگیرسکا گورکا
گمینا ونگیرسکا گورکا (به لهستانی:  Gmina Węgierska Górka) یک گمینا در لهستان است که در شهرستان ژویتس واقع شده‌است. گمینا ونگیرسکا گورکا ۷۷٫۰۶ کیلومتر مربع مساحت و ۱۴٬۶۴۰ نفر جمعیت دارد.